# José Pons (judoka)
José Pons es un deportista español que compitió en judo. Ganó una medalla de bronce en el Campeonato Europeo de Judo de 1958, en la categoría abierta.

## Palmarés internacional
| Campeonato Europeo | Campeonato Europeo | Campeonato Europeo | Campeonato Europeo |
| Año                | Lugar              | Medalla            | Categoría          |
| ------------------ | ------------------ | ------------------ | ------------------ |
| 1958               | Barcelona (España) | Medalla de bronce  | Abierta            |